# Леополд Десауски
Леополд Десауски (Десау, 3. јул 1676 — Десау, 9. април 1747) је био пруски фелдмаршал.

## Биографија
Постао је командант пука у седамнаестој години. Пронашао је 1699. године гвоздени набијач за пушку због којег је његов пук имао више успеха у линијској тактици. У Рату за шпанско наслеђе, командовао је пруским трупама. Истакао се 1704. године код Кајзерсверта и бици код Блиндхајма. Као командант левог крила у бици код Касана 1705. године није имао успеха. Код Торина се следеће године истакао храброшћу. Учествовао је и у Северном рату у коме је 1715. године одбацио Швеђане на Риген и освојио Штралзунд. У Рату за аустријско наслеђе, потукао је Саксонце код Кеселсдорфа 1745. године.